# Liberija
Liberija je država u zapadnoj Africi na obali Atlantskog oceana. Graniči na sjeverozapadu sa Sijerom Leone, na sjeveroistoku s Gvinejom te na istoku s Bjelokosnom Obalom. Dvije trećine granice s Bjelokosnom Obalom čini rijeka Cavalla.
Liberiju je početkom 19. stoljeća osnovalo Američko društvo za kolonizaciju s ciljem preseljenja oslobođenih crnih robova iz SAD-a natrag na afrički kontinent. Godine 1847. postala je neovisna, a tijekom devetnaestog stoljeća u nju je preseljeno oko 13.000 bivših robova. Doseljenici su ostali odvojeni od većinskog domaćeg stanovništva, zadržavši vlast i privilegiran položaj u zemlji. Njihova vladavina okončana je 1980. državnim udarom kojim je započelo razdoblje nestabilnosti u političkom životu zbog sukoba većih etničkih skupina za dominaciju. Udar je predvodio Samuel Doe. Poslije kraja hladnog rata 1989. Liberija je potonula u građanski rat nekoliko pobunjeničkih grupa koji je s prekidom od 1997. do 1999. trajao sve do 2003.
Gospodarstvo se tek treba oporaviti od šteta koje su mu nanesene u građanskom ratu, osobito razaranjem osnovne infrastrukture. Glavni izvozni proizvodi bili su guma, drvo i željezna ruda. BDP za 2004. procijenjen je na 900 USD po stanovniku, mjereno po PPP-u.

## Povijest
Godine 1819. naređeno je američkoj ratnoj mornarici na otvorenom moru hvatati brodove s robovima, osloboditi sve robove koje pronađe i vratiti ih u Afriku. To je bio dio pokušaja suzbijanja ostatka uvedene trgovine robljem. Američka vlada pod predsjednikom Monroeom i Američko društvo za kolonizaciju su surađivali. Poslali su ekspediciju ispitati mogućnost naseljavanja na današnjoj liberijskoj obali, prije poznatoj kao "Obala papra" ili "Žitna obala". Britanci su već slično postupali u susjednoj Sijeri Leone.
Ekspedicija je sretno pristigla 1822. godine na mjesto koje su ovi prvi doseljenici nazvali "Providnost" i kupili zemlju. Isplata je izvršena tako što su zemlju od domorodačkih kraljeva kupili za šest pušaka, kutiju bobaka, dvije bačve duhana, sanduk bureta za topove, šest željeznih šipki, tri para cipela, kutiju sapuna, bačvu ruma, malo noževa i vilica, deset željeznih lonaca i malo žlica. Novo naselje je trpjelo razne oblike oskudice. Od prvih 88 crnaca koji su stigli, 29 ih je umrlo od bolesti. Preživjeli su začetnici današnje Liberije.
Američko društvo za kolonizaciju upravljalo je zemljom prvih par godina, a prvi guverner bio je bijelac. Joseph Roberts, od kojega potječe ime Robertsfield, bio je prvi guverner koji nije bio bijelac. Riječ je o mješancu iz Virginije. Godine 1847. Društvo se povuklo i Liberija je postala neovisna crnačka republika kojoj se najvažnija pokrajina nazvana Maryland pripojila tek deset godina kasnije. SAD je priznao neovisnost Liberije 1860. godine.
Zbog nedostatka cesta, dodir s unutrašnjošću bio je krajnje otežan i prvi liberijski predsjednik koji se odvažio zakoračiti dalje od obalnog pojasa bio je Edwin Barclay 1930. godine. Britanci i Francuzi neprestano su otkidali dijelove zemlje, te Liberijci tvrde kako su izgubili 44 % ozemlja raznoraznim "ispravkama granice". Nitko nije mogao točno odrediti stvarne granice jer se granična crta nalazila duboko u nezdravoj gustoj tropskoj prašumi.
Liberija je ranih 1950-ih bila jedna od pet neovisnih država u Africi, te jedina republika na kontinentu. Uz Haiti je tada bila jedina crnačka republika na svijetu. Razmjeri bijede bili su neopisivi, a u gradovima nije bilo ni autobusa ni taksija ni bicikla. Sve do 1953. godine nije bilo kvalitetne javne telefonske službe, a mreža se nije protezala izvan Monrovie, čak ni do 80 km udaljene zračne luke. U zemlji je bilo 15 km popločane ceste, a od toga 8 u glavnome gradu. Rabljivih putova bilo je 415 km, a cjelokupna duljina cestovne mreže uključujući seoske puteljke iznosila je 1 300 km.
Prva cestu u državi izgradio je 1916. godine, i to u samoj Monroviji jedan poduzetni američki diplomat. Ranih 1950-ih dva rođena Liberijca bili su liječnici, a još dva crnca liječnika bili su naturalizirani Haićani. Ukupno se u cijeloj zemlji moglo naći vjerojatno ni pet poznatih liječnika, osim u Firestoneu i u misionara. Sve do 1931. javna državna zdravstvena služba nije postojala. Više od 90 % žitelja bilo je nepismeno. Liberijski koledž, glavna visokoškolska ustanova, nije imao knjižnicu, laboratorij ni znanstvenu opremu. Zgradu koledža i bogoslovije Guttington, podigli su protestantski misionari pristigli 1836. u Cape Palmas, postupno se srušila usred nezdrave klime s jako učestalim obilnim kišama. Nakon 19 godina nedjelovanja nova zgrada tog koledža podignuta je na zdravijem mjestu Suakokou u unutrašnjosti.
Skupina američkih misionara djelovala je u Liberiji 75 godina, ne zaredivši nikad niti jednoga svećenika. Godine 1934. državni proračun iznosio je 167 000 funti, 1945. 540 000 (od toga je 18 000 bilo namijenjeno školstvu, kada su 80 % nastave vršili misionari), a 1953. 3 603 146 (540 000 namijenjeno školstvu). Čak 220 767 funti državnoga proračuna 1953., 6% od ukupnog iznosa, bilo je namijenjeno predsjedništvu. Plaća samoga predsjednika Tubmana iznosila je 9 000 funti, a prosječni prihod jednog Liberijca u prašumi 1 šiling i 9 penija dnevno. Hranjenju zatvorenika vlada je bila posvetila 4 285 funti godišnje. Budući da su zemlju začeli potomci crnaca koji su robovali u SAD-u, jedna liberijska pokrajina zove se Maryland, a jedan grad Philadelphia. Ukupni izvoz iz zemlje 1953. procijenjen je na 10 500 000 funti, od toga 9 000 000 u SAD. Amerikanci su u Drugom svjetskom ratu držali crnačke postrojbe koje su štitile zračne baze u Ribarskom zaljevu i Robertsfieldu.
Poslijeratni liberijski predsjednik Tubman odlikovao se rastrošnošću. Održavanje njegove 463 t teške jahte koja je mogla primiti 36 putnika progutalo bi svake godine 45 000 funti ili više od 1 % cijeloga proračuna. Rabio ju je za posjet Španjolskoj 1952. godine. Omiljeno predsjednikovo boravište bio je S.A.C. klub koji je činilo 125 dobrostojećih obitelji, a članarina je iznosila i do 180 funti godišnje. Prvo Tubmanovo ustoličenje koštalo je svu silu novaca, a uzvanici su morali nositi sive žakete i cilindre. U vrtu predsjedničke palače isticali su se osvijetljeni kipovi slona, leoparda i antilope. U dvorcu u Tototu usred džungle Tubman je držao pisaći stol veoma urešen zlatom i ćilim. Nijedan automobil nije smio prestići Tubmanov, a ostali su se morali skloniti u stranu ili stati kad predsjednik prolazi. Jednom je Tubman izvukao pištolj i hicima probušio gume automobila koji se nije htio skloniti.
Zbog nedostatka obrazovanih ljudi, većina državnih službenika bili su rođaci. Jedan Tolbert bio je potpredsjednik republike, drugi pomoćnik ministra poljoprivrede, treći senator. Jedan Cooper vršio je dužnost veleposlanika u Londonu, drugi ministra poljoprivrede, a treći je bio ugledni trgovac. Pošto su strani brodovlasnici privučeni nekim pogodnostima poput slobode kretanja svoje brodove registrirali pod liberijskom zastavom, siromašna zemlja je raspolagala trgovačkom flotom od 2 348 978 t.
Poduzeće za preradu gume Firestone stiglo je u Liberiju 1920. i 1926. zakupilo 400 000 ha zemlje. Za tih 4 % cjelokupnog ozemlja davalo je 15 centa po obrađenom hektaru na vrijeme od 99 godina. Stabla kaučukovca uvezena su iz Brazila, a najveće skupno sadilište kaučukovca na svijetu bilo je u području Herbel koje je Firestone napunio 2 885 160 stabala. Godine 1952. poduzeće je u Liberiji proizvelo 32 935 959 kg gume ili 7 % cjelokupnih američkih potreba za tu godinu. Tada je Firestone zapremao 95 % liberijske proizvodnje i zapošljavao 25 362 djelatnika.
Najniži nestručni rad Firestone je plaćao 28 centa dnevno, a stručni namještenik mogao je zaraditi u liberijskim okvirima golemih 27 dolara mjesečno. Zbog donedavno divlje i naizgled neprohodne džungle nikla su naselja, škole, bolnice, radionice i trgovine povezane dobro održavanim crvenim boksitnim cestama. U Firestoneovim školama stariji radnici osposobljavali su se za zidare, tesare, vozače i sl. Jedna podružnica Firestonea uvozila je Coca-Colu u Liberiju, čak 10 000 sanduka mjesečno. Cijena boce toga pića iznosila je 7-8 centi, te u zemlji nije bilo sela bez Coca-Cole.
Osim gume blagostanje je dijelovima Liberija donijela obrada željezne rudače u brdima Bomi, a godine 1963. izvezeno je 1 300 000 t. Izvoz je počeo u lipnju 1951. i ishodovao izgradnjom 69 km duge željeznice od brda Bomi do Monrovije. 1 600 ha zemlje ranih 1950-ih bilo je zasađeno kakaovcem. Posebni liberijski način rukovanja je bučno udaranje palcima, a umijeće i cijenjeno postignuće je pri jednom rukovanju triput kvrcnuti palcem. Liberija je zemlja s najvećom koncentracijom patuljastih vodenkonja.